# ポッター症候群
ポッター症候群（ポッターしょうこうぐん、Potter sequence）とは、胎児の両側の腎形成不全のため尿産生がなく、羊水過少となる症候群のこと。

## 概要
腎の形成不全のため羊水過少となり、それにより胎児は圧迫され、発育障害、四肢の変形、肺低形成などをおこし、老人のようなpotter顔貌となる。ポッター症候群はいくつかの型に分類され、1型は常染色体劣性多発性嚢胞腎（ARPKD）が原因であり、原因遺伝子はPKHD1(6番染色体短腕)で、頻度は10000人〜40000人に一人である。1946年、ポッターが 20例の肺の低形成、無脳症を伴う腎無形成の症例を報告した。

## 治療
肺低形成に対する治療は対症療法が主であり、人工呼吸管理、酸素療法、肺炎に対して抗生剤投与を行う。